# Bravantice
Bravantice är en ort i Tjeckien. Den ligger i den östra delen av landet, 270 km öster om huvudstaden Prag. Bravantice ligger 244 meter över havet och antalet invånare är 798.
Terrängen runt Bravantice är lite kuperad.Runt Bravantice är det ganska tätbefolkat, med 124 invånare per kvadratkilometer. Närmaste större samhälle är Ostrava, 16,7 km nordost om Bravantice. Trakten runt Bravantice består till största delen av jordbruksmark.